# Seleção Australiana de Polo
A Seleção Australiana de Polo é a seleção nacional de polo da Australia. É administrada pela Feredação Australiana de Polo (APF) e representa o Australia nas competições internacionais de polo.
É a seleção nacional mais bem-sucedida da região da Oceania na história do Campeonato Mundial de Polo, tendo participado de 8 campeonatos mundiais até 2022 e conquistado o segundo lugar na edição de 2001, que ocorreu em solo australiano.

## Títulos

### Olimpíadas
O polo foi introduzido nos Jogos Olímpicos na edição de Paris 1900. Com participações intercaladas em outras três Olimpíadas, o polo foi removido do programa olímpico após os Jogos de Berlim 1936, sem que houvesse nenhuma participação da seleção australiana.

### Campeonato Mundial
Os Campeonatos do Mundo de Polo não tiveram presença australiana em apenas quatro eventos finais: em 1992, 1995, 2008 e 2015.
| Ano  | Sede             | Classificação     |
| ---- | ---------------- | ----------------- |
| 1987 | Buenos Aires     | 5.º lugar         |
| 1989 | Berlim           | 1.ª fase          |
| 1992 | Santiago         | Não se qualificou |
| 1995 | São Maurício     | Não se qualificou |
| 1998 | Santa Barbara    | 1.ª fase          |
| 2001 | Melbourne        | 2                 |
| 2004 | Chantilly        | 1.ª fase          |
| 2008 | Cidade do México | Não se qualificou |
| 2011 | Estancia Grande  | 1ª fase           |
| 2015 | Santiago         | Não se qualificou |
| 2017 | Sydney           | 1ª fase           |
| 2022 | Wellington       | Qualificada       |